# Luis Arroyo (Schauspieler)
Luis Rodríguez Arroyo (* 19. November 1915 in Madrid; † 4. November 1956 ebenda) war ein spanischer Schauspieler und Regisseur.
Arroyo fand schon früh Gefallen am klassischen spanischen Theater; so gehörte er (wie seine Schwester Ana Mariscal) zu Schulzeiten einer Amateurtruppe an. Nach dem Spanischen Bürgerkrieg erhielt er aufgrund seines guten Aussehens rasch Angebote der Filmindustrie.
1940 drehte er seinen ersten Film, El último husar, dem etliche folgten, die die jüngsten politischen Ereignisse als Hintergrund verwendeten, u. a. Raza nach einem Drehbuch des Generalissimo Franco. Meist jedoch spielte er in leichten Komödien und Romanzen, was Arroyo nicht zufriedenstellte, so dass er 1946 mit Dulcinea seinen ersten eigenen Film produzierte. Nach finanziellen Rückschlägen (auch ein zweiter Film war kein Erfolg) kehrte er als Darsteller zum Film zurück. Nur in seinem Todesjahr, 1956, drehte er nochmals einen Kurzfilm in eigener Regie.

## Filmografie (Auswahl)
- 1942: Rasse
- 1953: Wilde, schöne Bella
- 1955: Solange du lebst